# Клејтон (Индијана)
Клејтон (енгл. Clayton) град је у америчкој савезној држави Индијана.

## Демографија
По попису из 2010. године број становника је 972, што је 279 (40,3%) становника више него 2000. године.
| Група             | 2000.       | 2010.       |
| Белци             | 680 (98,1%) | 952 (97,9%) |
| Афроамериканци    | 1 (0,1%)    | 3 (0,3%)    |
| Азијати           | 0 (0,0%)    | 0 (0,0%)    |
| Хиспаноамериканци | 5 (0,7%)    | 9 (0,9%)    |
| Укупно            | 693         | 972         |